# Elena Andrés
Elena Andrés Hernández (Madrid 1929-2011) fue una poetisa española. Fue Doctora en Filología Románica (Facultad de Filosofía y Letras) por la Universidad Complutense de Madrid y desarrolló su carrera profesional como profesora de Literatura.

## Desarrollo de su obra poética
Su primera obra, el poemario "El buscador" se publicó en 1959, a éste le siguieron "Dos caminos", accésit del Premio Adonáis 1963 y "Desde aquí mis señales" (1971). En 1980 "Trance de la vigilia colmada" obtuvo el II Premio de Ámbito Literaio "Paisajes conjurados", entre otros.
También realizó labores periodísticas colaborando con las revistas Estafeta Literaria, Árbol de juego, Caracola, Cuadernos Hispanoamericanos, Revista de Occidente, Anthologie des Recontres Poetique en Suisse Romande; revistas que también publicaron sus poemas.
Ha sido traducida al francés, polaco, inglés, rumano e italiano; en italiano su obra se encuentra en la antología de Maria Romano Colangeli Vocci feminici della Lirica Spagnola del´900.

## Significado de su poesía
Como escritora, concebía la poesía como una forma de aliviar la tensión emotiva o intelectual.  Aseguraba que esas vivencias, aunque partiesen de lo cotidiano, necesitaban de un lenguaje más elevado, mejor estructurado y más efectivo, que fuese capaz de atravesar las barreras de la comunicación y llegar al lector, quien, según ella, daba sentido a las obras una vez que éste las leía, aportando su propia visión subjetiva a la porción que interpretase de la intención original.

## Poemas en línea
- Águilas del amor.
- El arlequín de Picasso.

- Datos: Q30901915